# Linas Kleiza
Linas Kleiza  (Kaunas, 3. siječnja 1985.) litavski je profesionalni košarkaš. Igra na poziciji niskog krila, a trenutačno je član NBA momčadi Toronto Raptorsa. Izabran je u 1. krugu (27. ukupno) NBA drafta 2005. od strane Portland Trail Blazersa. 

## Sveučilište
Kleiza je pohađao sveučilište Missouri. Na drugoj godini od strane ligaških trenera dobio je priznanje Honorable Mention All-Big 12. Isto tako 2005. izabran je u Big 12 All-Tournament momčad nakon odličnih igara i prosjeka od 29.5 poena i 9 skokova. 

## NBA
Izabran je kao 27. izbor NBA drafta 2005. od strane Portland Trail Blazersa, ali je odmah mijenjan s Rickyjem Sanchezom u Denver Nuggetse za Jarretta Jacka. U rookie sezoni odigrao je 61 utakmicu, ali s ograničenom minutažom i u prosjeku postizao 3.5 poena i 1.9 skokova po utakmici. U drugoj sezoni značajno je popravio šut za tricu i imao veću minutažu, zbog čega je popravio svoju statistiku i u prosjeku postizao 7.6 poena i 3.4 skoka po utakmici. Nakon završetka sezone, Nuggetsi su u aktivirali klauzulu u njegovom ugovoru kojom su ga zadržali još jednu sezonu. 
U sezoni 2007./08. postao je važan kotačić u sistemu trenera Georgea Karla. Bio je zamjena za startera Carmela Anthonyja, ali njegove odlične igre s klupe bile presudne u odlučujućim trenucima utakmica. Kleiza je utakmicu karijere odigrao u dvoboju s Utah Jazzom, 17. siječnja 2008., ubacivši 41 poen. U prosjeku je postizao 11.1 poen, 4.2 skoka i 1.2 asistencije za samo 24 odigrane minute. Iako se u njegovoj četvrtoj profesionalnoj sezoni očekivao napredak u njegovoj igri, Kleiza je odigrao sezonu sličnu prošlogodišnjoj. U prosjeku je postizao 9.9 poena i 4.0 skokova po utakmica, ali je njegova minutaža tijekom doigravanja značajno pala. Trener George Karl izjavio je da je razlog tome što on nije razigravač. 

## Europa
Kleizi je istekao ugovor s Denverom, ali Nuggetsi nisu imali dovoljno sredstava da Litavcu ponude veliki ugovor, a s obzirom na status restriktivnog slobodnog igrača, niti sam Kleiza nije imao previše opcija. Stoga, pažnju je usmjerio na Europu i stigla je ponuda Olympiakosa koji je među rijetkima u doba recesije bio spreman u nove igrače uložiti značajnija sredstva. 10. kolovoza 2009. potpisao je dvogodišnju vjernost Olympiakosu za 12,2 milijuna dolara, no imat će mogućnost da nakon prve sezone ponovno krene put NBA lige.  Kleiza je bio najbolji strijelca Olympiakosa u sezoni 2009./10., no nakon godinu dana provedenih u Europi odlučio se vratiti u NBA. Kleiza je potpisao ponudu za Toronto Raptorse vrijednu 20 milijuna dolara na četiri sezone.

## Litavska reprezentacija
Kleiza je član litavske košarkaške reprezentacije. Bio je član momčadi koja je osvojila brončanu medalju na Europskom prvenstvu u Španjolskoj 2007., a nastupao je i na Olimpijskim igrama u Pekingu 2008. godine. 

## NBA statistika

### Regularni dio
| Godina    | Klub   | Odig. uta. | Uta. poč. | Min. | 2P%  | 3P%  | Sl. bac.% | Skok. | Asist. | Ukr. lop. | Blok. | Poena |
| --------- | ------ | ---------- | --------- | ---- | ---- | ---- | --------- | ----- | ------ | --------- | ----- | ----- |
| 2005./06. | Denver | 61         | 2         | 8.5  | .445 | .154 | .704      | 1.9   | .2     | .2        | .2    | 3.5   |
| 2006./07. | Denver | 79         | 14        | 18.8 | .422 | .376 | .852      | 3.4   | .6     | .3        | .2    | 7.6   |
| 2007./08. | Denver | 79         | 13        | 23.9 | .472 | .339 | .770      | 4.2   | 1.2    | .6        | .2    | 11.1  |
| 2008./09. | Denver | 82         | 7         | 22.2 | .447 | .326 | .725      | 4.0   | .8     | .4        | .2    | 9.9   |
| Ukupno    |        | 301        | 36        | 19.0 | .449 | .342 | .765      | 3.5   | .7     | .4        | .2    | 8.3   |

### Doigravanje
| Godina    | Klub   | Odig. uta. | Uta. poč. | Min. | 2P%  | 3P%  | Sl. bac.% | Skok. | Asist. | Ukr. lop. | Blok. | Poena |
| --------- | ------ | ---------- | --------- | ---- | ---- | ---- | --------- | ----- | ------ | --------- | ----- | ----- |
| 2005./06. | Denver | 3          | 0         | 4.7  | .375 | .000 | .000      | 1.3   | .7     | .0        | .0    | 2.0   |
| 2006./07. | Denver | 5          | 0         | 13.2 | .231 | .167 | .500      | 1.6   | .4     | .0        | .0    | 1.6   |
| 2007./08. | Denver | 4          | 3         | 30.5 | .537 | .214 | .692      | 6.5   | .8     | .2        | .0    | 14.0  |
| 2008./09. | Denver | 14         | 0         | 15.0 | .470 | .425 | .750      | 3.2   | .5     | .4        | .1    | 6.9   |
| Ukupno    |        | 26         | 3         | 15.8 | .461 | .344 | .718      | 3.2   | .5     | .2        | .0    | 6.4   |

## Vanjske poveznice
- Profil na NBA.com
- Profil  Arhivirana inačica izvorne stranice od 5. kolovoza 2011. (Wayback Machine) na Basketball-Reference.com